# Саллі Гокінс
Саллі Гокінс (англ. Sally Cecilia Hawkins; нар. 27 квітня 1976, Лондон, Велика Британія) — британська акторка театру і кіно, сценаристка. Двічі номінантка премії «Оскар» за ролі у трагікомедії «Жасмин» (2013) і фантастичній мелодрамі «Форма води» (2017). Призерка Берлінського кінофестивалю та лауреатка премії «Золотий глобус» за роль у трагікомедії «Безтурботна» (2008).

## Життєпис
Закінчила Королівську академію драматичного мистецтва у 1998 році.
Неодружена, дітей не має.

## Вибіркова фільмографія
- 1999 «Зоряні війни. Епізод І.Прихована загроза»
- 2002 «Все або нічого» — Саманта
- 2005 «Оксамитові пальчики» — Сью Тріндер
- 2006 «Розмальована вуаль» — Мері (сцена видалена)
- 2007 «Переконання» — Енн Елліот
- 2008 «Безтурботна» — Полін
- 2009 «Освіта» — Сара Голдман
- 2010 «Зроблено в Даґенгемі»
- 2010 «Субмарина» — Джилл Тейт
- 2010 «Ніколи не відпускай мене» — міс Люсі
- 2011 «Джейн Ейр» — місіс Рід
- 2012 «Великі сподівання» — місіс Джо
- 2013 «Жасмін» — сестра Жасмин
- 2013 «Ясність б'є» — Ольга
- 2014 «Ґодзілла» — Вів'єн Грем
- 2014 «Пригоди Паддінгтона» — Мері Браун
- 2016 «Порожня корона» — Елеанора, герцогиня Глостер
- 2017 «Форма води» — Еліза Еспосіто
- 2017 «Пригоди Паддінгтона 2» — Мері Браун
- 2017 «Моді[en]» — Мод Льюїс
- 2019 «Ґодзілла 2» — Вів'єн Грем
- 2021 «Спенсер: Таємниця принцеси Діани» — Меґі, королівська Комодá
- 2023 «Вонка» — місіс Вонка
- 2025 «Поверни її мені» — Лора